# Turbine d'expansion

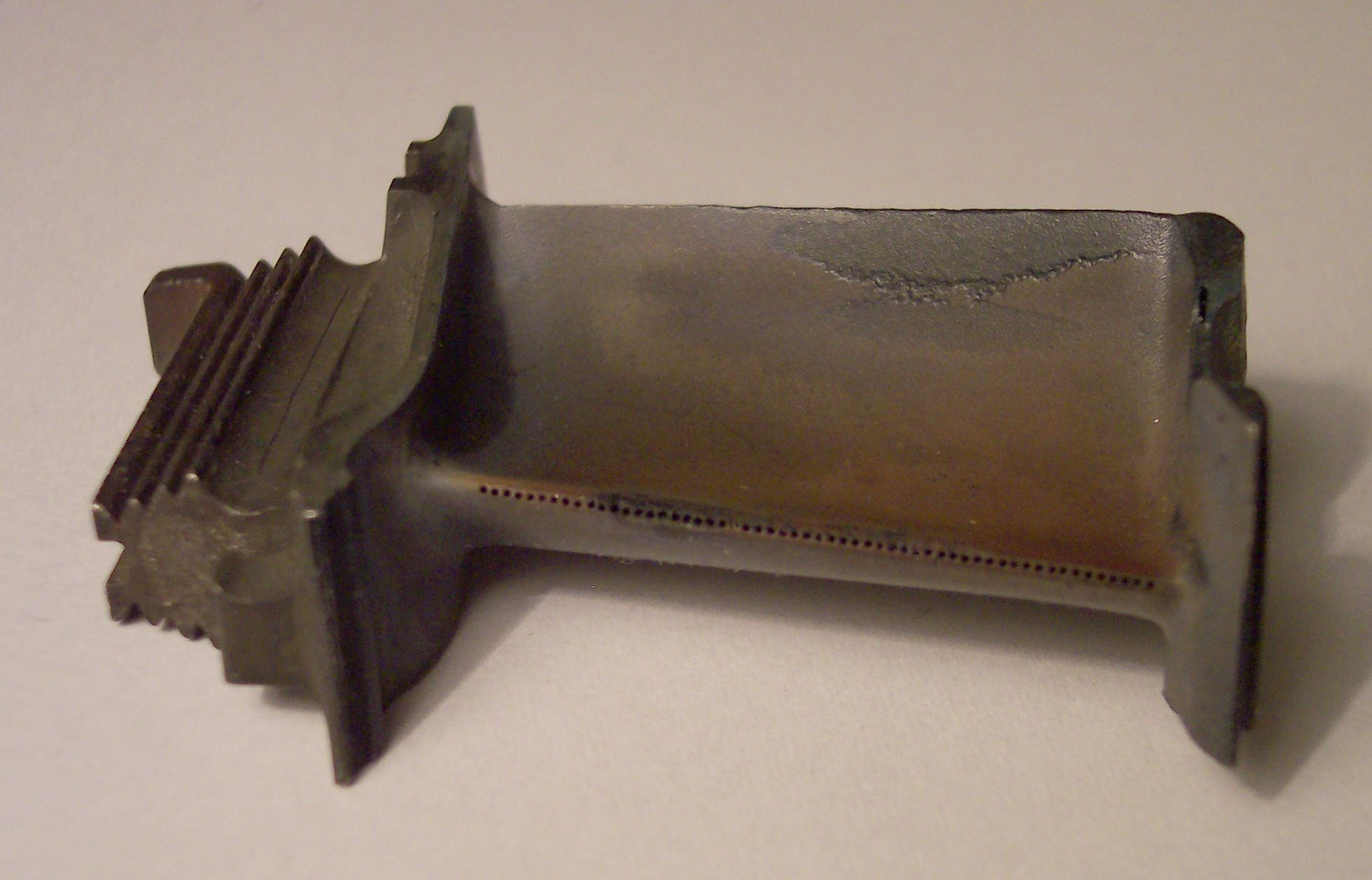
Aube d'un turbodétendeur attaquée par la corrosion et déformée par les hautes températures.

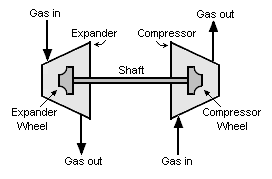
Schéma de principe d'une turbine d'expansion entraînant un compresseur.

Une turbine d'expansion, également appelée turbodétendeur ou turbine de détente, est une turbine centrifuge ou à écoulement axial, à travers laquelle un gaz à haute pression est détendu pour produire un travail qui est souvent utilisé pour entraîner un compresseur ou un générateur,, ; les turbodétendeurs sont aussi l'étage essentiel du procédé Claude de liquéfaction de gaz tels que l'oxygène, l'azote, l'hélium, l'argon et le krypton,. Les turbines d'expansion sont largement utilisées comme sources de réfrigération dans des processus industriels tels que l'extraction d'éthane et d'autres hydrocarbures du gaz naturel[source insuffisante].
La détente d'un gaz dans une turbine à expansion peut être considérée en première approximation comme un processus isentropique, c'est-à-dire un processus à entropie constante. En sortie de turbine, le gaz possède une pression inférieure à la pression d'entrée et il subit par ailleurs un refroidissement. La température de sortie dépend de la température d'entrée, de la différence de pression ainsi que des propriétés physiques du gaz. Du fait de la chute de température, une liquéfaction partielle du gaz détendu est possible.
Les turbodétendeurs actuellement en service ont une puissance qui varie d'environ 750 W à 7,5 MW.

## Histoire
L'utilisation d'une machine à expansion pour créer de manière isentropique de basses températures a été suggérée par Carl Wilhelm Siemens (cycle Siemens), un ingénieur allemand en 1857. Environ trois décennies plus tard, en 1885, le belge Ernest Solvay a tenté d'utiliser une machine similaire, mais n'a pu atteindre des températures inférieures à −98 °C en raison de problèmes de lubrification de la machine à de telles températures.
En 1902, Georges Claude, un ingénieur français, a utilisé avec succès une machine à expansion pour liquéfier de l'air. Il a utilisé un joint en cuir dégraissé et brûlé comme joint de piston sans aucune lubrification. Avec une pression d'entrée de seulement 40 bar (4 MPa), Claude a pu réaliser une détente quasi-isentropique avec une température de sortie plus basse que ce qui avait été atteint jusqu'alors.
Les premiers turbodétendeurs semblent avoir été conçus vers 1934 ou 1935 par Guido Zerkowitz, un ingénieur italien travaillant pour la firme allemande Linde AG,.
En 1939, le physicien russe Pyotr Kapitsa a perfectionné la conception des turbodétendeurs centrifuges. Son premier prototype était en métal Monel, avec un diamètre extérieur de seulement 8 cm, fonctionnait à 40 000 tours par minute et pouvait détendre 1 000 mètres cubes d'air par heure. Il utilisait une pompe à eau comme frein et avait un rendement entre 79 et 83 %,. La plupart des turbines à expansion à usage industriel depuis lors sont basés sur la conception de Kapitsa, et les turbodétendeurs centrifuges sont utilisés pour la presque totalité des procédés de liquéfaction et de basse température des gaz industriels. La production d'oxygène liquide a ainsi révolutionné la production d'acier grâce au procédé LD.
En 1978, Pyotr Kapitsa a reçu le prix Nobel de physique pour l'ensemble de ses travaux dans le domaine de la physique des basses températures.
En 1983, San Diego Gas and Electric a été parmi les premiers distributeurs de gaz à installer une turbine d'expansion dans une station de régulation de pression du gaz naturel, récupérant ainsi une partie de l'énergie injectée à la compression.

## Types de turbines d'expansion
Les turbines d'expansion peuvent être classées suivant le dispositif entraîné par la turbine ou le type de paliers utilisés.
Les trois principaux dispositifs pouvant être couplés à un turbodétendeur sont un compresseur centrifuge, un générateur électrique ou un frein hydraulique. Avec un compresseur centrifuge ou un générateur électrique, la puissance de l'arbre provenant de la turbine est récupérée soit pour re-comprimer le gaz détendu (compresseur), soit pour générer de l'énergie électrique.
Les freins hydrauliques sont utilisés pour les turbines d'expansion de petite taille lorsque la mise en œuvre d'un autre système de récupération de l'énergie n'est pas rentable économiquement.
Les paliers utilisés sont soit à huile, soit magnétiques.
La Quasiturbine est une turbine rotative à déplacement positif[source secondaire souhaitée].

## Usages
Bien que les turbines d'expansion soient couramment utilisés dans les procédés basse température, elles sont aussi utilisées dans de nombreux autres domaines. Cette section traite de l'un des procédés courant à basse température, l'extraction d'hydrocarbures liquides du gaz naturel, ainsi que de certains autres usages.

### Extraction d'hydrocarbures liquides du gaz naturel

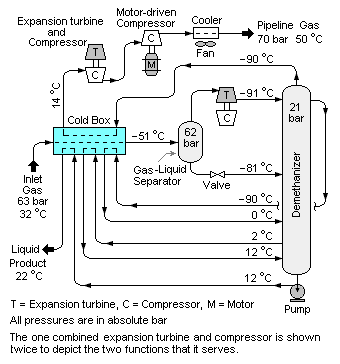
Schéma de principe d'un déméthaniseur extrayant des hydrocarbures du gaz naturel.

À la sortie d'un puits le gaz naturel brut se compose principalement de méthane (CH4), la molécule d'hydrocarbure la plus courte et la plus légère, ainsi que de diverses quantités d'hydrocarbures gazeux plus lourds tels que l'éthane (C2H6), le propane (C3H8), de n-butane (n-C4H10), d'isobutane (i-C4H10), de pentanes ainsi que d'autres hydrocarbures de masse moléculaire supérieure. Le gaz brut contient également diverses quantités de gaz acides tels que le dioxyde de carbone (CO2), le sulfure d'hydrogène (H2S) et des mercaptans tels que le méthanethiol (CH3SH) et l'éthanethiol (C2H5SH).
Lorsqu'ils sont transformés en sous-produits finis (voir traitement du gaz naturel), ces hydrocarbures plus lourds sont appelés condensat de gaz naturel. L'extraction de ce condensat implique souvent une turbine d'expansion et une colonne de distillation à basse température (appelée déméthaniseur) comme le montre la figure. Le gaz d'entrée du déméthaniseur est d'abord refroidi à environ −51 °C dans un échangeur de chaleur (appelé cold box - boîte froide), ce qui entraîne une condensation partielle. Le mélange gaz-liquide résultant est ensuite séparé en un flux gazeux et un flux liquide.
La phase liquide en sortie du séparateur gaz – liquide traverse une vanne et subit une évaporation flash en passant d'une pression absolue de 62 bar à 21 bar (6,2 à 2,1 MPa). Ce processus isenthalpique entraîne une baisse de la température du flux d'environ −51 °C à environ −81 °C. Ce flux est ensuite injecté dans le déméthaniseur.
Le phase gazeuse en sortie du séparateur gaz – liquide entre dans la turbine d'expansion, où elle subit une expansion isentropique d'une pression absolue de 62 bar à 21 bar, ce qui abaisse la température du flux gazeux d'environ −51 °C à environ −91 °C avant son entrée dans le déméthaniseur alimenter le système de chauffage à reflux nécessaire à la distillation.
Le liquide contenu en section supérieure du déméthaniseur (à environ −90 °C) est renvoyé vers la cold box, où il est réchauffé à environ 0 °C en refroidissant le gaz d'entrée, puis est renvoyé dans la partie inférieure du déméthaniseur. Un autre flux liquide de la section inférieure du déméthaniseur (à environ 2 °C) est acheminé à travers la cold box et renvoyé au déméthaniseur à environ 12 °C. En effet, le gaz d'entrée fournit la chaleur nécessaire pour « re-bouillir » le liquide en partie inférieure du déméthaniseur. La turbine d'expansion fournit la réfrigération nécessaire pour alimenter le système de chauffage à  reflux en partie haute du déméthaniseur.
Le gaz produit en partie haute du déméthaniseur à environ −90 °C est du gaz naturel traité de qualité appropriée pour être distribué par gazoduc aux consommateurs finaux. Il est acheminé à travers la cold box, où il est réchauffé en refroidissant le gaz d'admission. Il est ensuite comprimé en deux étapes, premièrement par un compresseur entraîné par une turbine d'expansion puis par un second compresseur entraîné par un moteur électrique avant d'être injecté dans le gazoduc.
Le condensat est produit dans le fond du déméthaniseur et est également réchauffé dans la cold box, où il refroidit le gaz d'entrée, avant de quitter le système.

### Production d'électricité

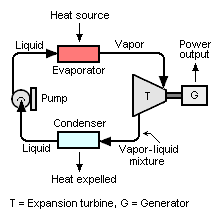
Schéma de principe d'un système de production électrique utilisant une turbine d'expansion.

La figure représente un système de génération d'électricité qui utilise une source de chaleur et une turbine d'expansion. Différentes sources de chaleur peuvent être utilisées telles que de l'eau chaude géothermique ou les gaz d'échappement d'un moteur à combustion interne par exemple.
Le fluide de travail circulant dans le système (généralement un composé organique tel que le R-134a) est pompé à haute pression, puis vaporisé dans l'évaporateur par échange de chaleur avec la source de chaleur. La vapeur à haute pression en sortie d'échangeur s'écoule vers la turbine d'expansion, où elle subit une détente isentropique et sort sous forme de mélange liquide-vapeur, qui est ensuite condensé au niveau d'un second échangeur de chaleur avec la source froide. Le liquide condensé est pompé vers l'évaporateur pour terminer le cycle.
Le système présenté sur le schéma est un cycle de Rankine tel qu'utilisé dans les centrales thermiques à combustibles fossiles, l'eau étant le fluide de travail et la source de chaleur étant la combustion du gaz naturel, du fioul ou du charbon utilisé pour générer de la vapeur à haute pression. La vapeur à haute pression subit alors une détente isentropique dans une turbine à vapeur classique. La vapeur d'échappement de la turbine à vapeur est ensuite condensée en eau liquide, qui est ensuite pompée vers le générateur de vapeur pour terminer le cycle.
Lorsque le fluide de travail est un composé organique tel que le R-134a, le cycle de Rankine est parfois appelé cycle de Rankine organique (ORC),,.

### Système de réfrigération

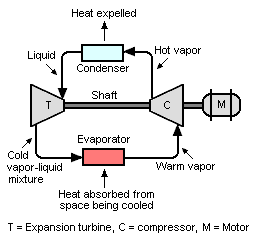
Schéma de principe d'un système de réfrigération utilisant une turbine d'expansion, un compresseur et un moteur.

Un système de réfrigération utilise un compresseur, un turbine d'expansion et un moteur électrique.
Selon les conditions de fonctionnement, la turbine d'expansion réduit la charge sur le moteur électrique de 6 à 15% par rapport à un système de réfrigération à compression de vapeur conventionnel qui utilise un détendeur plutôt qu'un turbodétendeur.
Le système utilise un réfrigérant à haute pression (c'est-à-dire un réfrigérant dont le point d'ébullition est bas dans les conditions normales de température et de pression, CNTP) tel que :
- chlorodifluorométhane (CHClF2) connu sous le nom de R-22, avec un point d'ébullition dans les CNTP de −47 °C;
- 1,1,1,2-tétrafluoroéthane (C2H2F4) connu sous le nom de R-134a, avec un point d'ébullition dans les CNTP de −26 °C.

Comme le montre la figure, le réfrigérant sous forme vapeur est compressé ce qui augmente sa pression et qui entraîne également une augmentation de sa température. La vapeur chaude retourne à l'état liquide dans le condenseur.
La phase liquide s'écoule ensuite à travers le turbodétendeur, où la chute de pression due à l'expansion isentropique entraîne sa vaporisation partielle. En sortie de turbine se trouve un mélange liquide-vapeur à basse température. Le mélange liquide-vapeur circule ensuite dans l'évaporateur, où il est vaporisé par la chaleur absorbée provenant de l'espace à refroidir. Le réfrigérant vaporisé s'écoule ensuite vers l'entrée du compresseur pour terminer le cycle.

### Récupération de puissance dans un craqueur catalytique à lit fluidisé

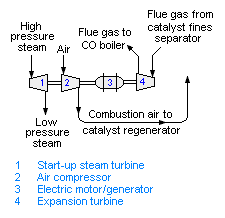
Schéma de principe d'un système de récupération d'énergie dans une unité de craquage catalytique à lit fluidisé.

Le gaz d'échappement d'un régénérateur catalytique d'un craqueur catalytique à lit fluidisé possède une température d'environ 715 °C et une pression relative d'environ 240 kPa. Il est constitué principalement de monoxyde de carbone (CO), de dioxyde de carbone (CO2) et de diazote (N2). Bien qu'il ait traversé deux cyclones (situés à l'intérieur du régénérateur) toutes les particules fines ne sont pas éliminées à la sortie du régénérateur.
La figure montre comment l'énergie est récupérée et utilisée en acheminant les gaz de combustion en sortie du régénérateur à travers une turbine d'expansion. Le gaz est acheminé à travers un séparateur de catalyseurs secondaire contenant des tubes tourbillonnaires conçus pour éliminer 70 à 90% particules fines résiduelles. Cette étape est nécessaire pour éviter les dommages que pourraient causer par érosion ces particules sur la turbine.
Comme le montre la figure, la détente des gaz de combustion à travers une turbine d'expansion fournit une puissance suffisante pour entraîner le compresseur d'air de combustion du régénérateur. Le groupe convertisseur du système de récupération peut consommer ou produire de l'énergie électrique. Si la détente des fumées ne fournit pas suffisamment de puissance pour entraîner le compresseur d'air, le groupe convertisseur fournit la puissance supplémentaire nécessaire. Si la détente fournit plus de puissance que nécessaire pour entraîner le compresseur d'air, le groupe convertisseur transforme l'excédent de puissance mécanique en énergie électrique qui peut ensuite être utilisé pour d'autres procédés dans la raffinerie. La turbine à vapeur est utilisée pour entraîner le compresseur d'air du régénérateur lors des démarrages du craqueur catalytique à lit fluidisé jusqu'à ce qu'il y ait suffisamment de gaz de combustion pour prendre en charge cette tâche.
Les gaz de combustion détendus sont ensuite acheminés à travers une chaudière à vapeur (appelée chaudière à CO), où le monoxyde de carbone contenu dans les gaz de combustion est brûlé comme combustible pour fournir de la vapeur à raffinerie.
Les fumées de la chaudière à CO sont traitées dans un précipitateur électrostatique (ESP) pour éliminer les particules résiduelles. L'ESP élimine les particules de 2 à 20 micromètres des gaz de combustion.